# Petrel (software)
Petrel is een modelleringsprogramma voor Windows dat gemaakt wordt door het Franse bedrijf Schlumberger. Het programma wordt algemeen gebruikt in de olie-industrie om statische en dynamische modellen mee te maken. Het is het ook mogelijk om seismische interpretaties te doen in Petrel.
Petrel werkt met verschillende modules die op aanvraag geïnstalleerd kunnen worden. Ook zijn er verschillende soorten licenties mogelijk.